# Phlebopenes abdominalis
Phlebopenes abdominalis är en stekelart som beskrevs av William Harris Ashmead 1904. Phlebopenes abdominalis ingår i släktet Phlebopenes och familjen hoppglanssteklar. Inga underarter finns listade i Catalogue of Life.